# Бершидский, Леонид Давидович
Леонид Давидович Бершидский (род. 23 ноября 1971, Москва) — российский журналист, медиаменеджер, политический аналитик. Обозреватель агентства Bloomberg. Бывший главный редактор газеты «Ведомости» (1999—2002) и журнала SmartMoney, совладелец и главный редактор интернет-издания Slon.ru (2009—2011), издатель журналов Русский Newsweek и Forbes, редакционный директор издательства «Эксмо». С 2011 года был редактором-консультантом «Украинского Медиа Холдинга», а с 2012 года — главным редактором портала украинского издания Forbes.ua.

## Биография
Учился в Московском государственном лингвистическом университете (не закончил), Калифорнийском университете в Стэнислос (не закончил). В конце 1980-х — начале 1990-х годов работал в корреспондентских пунктах изданий The Philadelphia Inquirer и Newsweek, в редакции газеты The Moscow Times, был главным редактором еженедельника «Капитал». В 1999—2002 годах был первым главным редактором газеты «Ведомости». Затем год провёл во Франции, получая MBA в бизнес-школе INSEAD в Фонтенбло. После возвращения в Россию работал в издательствах Axel Springer Russia (запускал журналы Русский Newsweek и Forbes) и «ОВА-ПРЕСС» (был издателем журналов Hello и «Огонёк»), в издательском доме Sanoma Independent Media (главный редактор журнала SmartMoney).
В 2007 году по приглашению предпринимателя Александра Винокурова ушёл в бизнес — был управляющим директором банка «КИТ финанс», позднее генеральным директором инвестиционно-банковского холдинга «КИТ Финанс». В кризис 2008 года вместе с Винокуровым покинул свой пост — холдинг находился накануне банкротства, которое удалось предотвратить благодаря государственной поддержке в размере 4,4 млрд долларов.
В 2009 году опубликовал в издательстве «Эксмо» книгу «Кризис в ж***». Одновременно стал совладельцем и главным редактором делового интернет-издания Slon.ru. Инвесторами проекта выступали Александр Винокуров и его супруга Наталья Синдеева, вложившие заработанные в компании «КИТ Финанс» средства в медийную индустрию. В конце этого года вместе с актрисой Юлией Снигирь был ведущим разговорной программы «Теория относительности», выходившей на телеканале СТС в ночное время.
В 2010 году был назначен редакционным директором издательства «Эксмо». Стал автором ряда романов в жанре арт-детектива: «Рембрандт должен умереть» (2011), «Дьявольские трели, или Испытание Страдивари» (2011), «Восемь Фаберже» (2012).
В 2011 году ушёл из Slon.ru, начал работать консультантом в украинском журнальном проекте «Фокус».
В 2012 году редактировал украинский сетевой портал «Forbes.UA».
В 2014 году заявил о своей эмиграции в Германию, объясняя её общей политической ситуацией в России после аннексии Крыма. Живёт в Берлине, работает колумнистом издательства Bloomberg.